# Botnărești
Botnărești è un comune della Moldavia situato nel distretto di Anenii Noi di 1.092 abitanti al censimento del 2004

## Località
Il comune è formato dall'insieme delle seguenti località (popolazione al 2004):
- Botnărești (898 abitanti)
- Salcia (194 abitanti)